# 四日市正俊
四日市正俊（よっかいち まさとし、1966年8月6日 - ）は、日本の国土交通官僚。

## 来歴
岩手県出身。東北大学法学部在学中に国家公務員一種試験（法律）を受験。東北大学法学部卒業。1990年 国土庁入庁。主に防災行政に携わる。2015年7月 独立行政法人水資源機構財務用地本部用地管財部長。2018年6月 独立行政法人水資源機構総務人事本部総務部長。同年7月31日 国土交通省土地・建設産業局地価調査課長。2019年7月9日 国土交通省大臣官房付・研究休業。2021年7月1日 国土地理院総務部長。2023年7月4日 農林水産省大臣官房審議官（農村振興局担当）。
2024年7月1日に国土交通省大臣官房付となり、同日退職。2024年10月1日付で首都高速道路サービス常務取締役に就任。

## 略歴
- 1990年4月：国土庁入庁。
- 2005年8月：国土交通省土地・水資源局土地情報課土地情報企画官。
- 2008年7月：国土交通省土地・水資源局土地市場課土地市場企画官。
- 2008年8月：国土交通省都市・地域整備局都市・地域政策課都市・地域政策企画官。
- 2009年8月：国土交通省土地・水資源局総務課企画官。
- 2010年8月：国土交通省大臣官房人事課企画官。
- 2012年4月：内閣府政策統括官（防災担当）付参事官（普及啓発・連携担当）。
- 2014年4月：内閣府政策統括官（防災担当）付参事官（事業推進担当）。
- 2015年7月：独立行政法人水資源機構財務用地本部用地管財部長。
- 2018年6月：独立行政法人水資源機構総務人事本部総務部長。
- 2018年7月31日：国土交通省土地・建設産業局地価調査課長。
- 2019年7月9日：国土交通省大臣官房付・研究休業。
- 2021年7月1日：国土地理院総務部長。
- 2023年7月4日：農林水産省大臣官房審議官（農村振興局担当）[2]。
- 2024年7月1日：国土交通省大臣官房付・即日辞職[3]。
- 2024年10月1日：首都高速道路サービス常務取締役[4]。